# Heiligsprechung

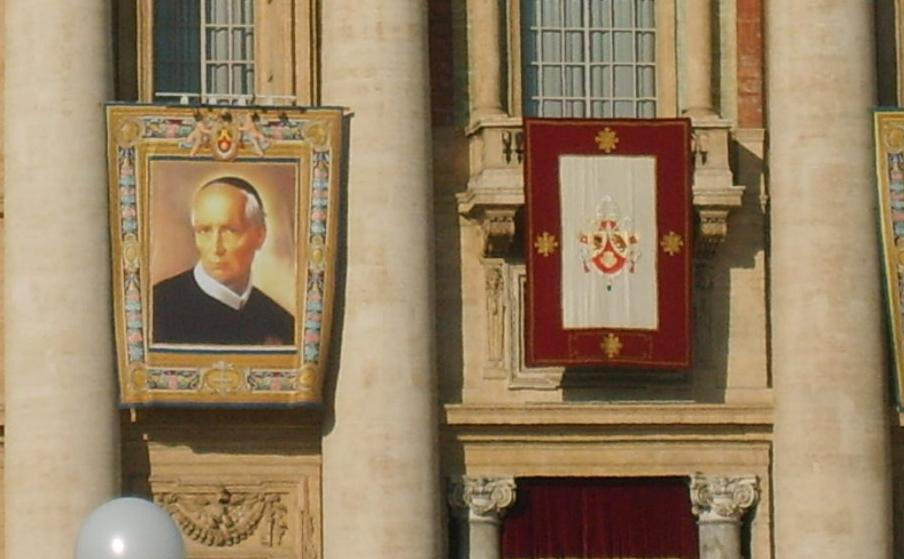
Heiligsprechung von P. Gaetano Errico, Sr. Maria Bernarda Bütler, Sr. Alfonsa von der Unbefleckten Empfängnis und Sr. Narcisa de Jesús Martillo Morán am 12. Oktober 2008 auf dem Petersplatz

Eine Heiligsprechung (Kanonisation, auch Kanonisierung; zu lateinisch canon ‚Kanon, verbindliches Verzeichnis‘ [gemeint ist das Martyrologium Romanum] von altgriechisch κανών kanōn, deutsch ‚Maßstab, Norm‘) ist in der römisch-katholischen Kirche ein kirchenrechtlicher und dogmatischer Akt, in dem der römische Papst erklärt, dass für die römisch-katholische Kirche nach entsprechender Prüfung die Gewissheit bestehe, dass ein bestimmter Verstorbener sich in der sogenannten „seligmachenden Gottesschau“ befinde und deswegen als Heiliger bezeichnet werden dürfe und als solcher verehrt werden soll. Voraussetzung dafür sind entweder das Erleiden des Martyriums oder der Nachweis eines heroischen Tugendgrads des Betreffenden. Bei Kandidaten, die keine Märtyrer waren, wird zudem der Nachweis eines Wunders gefordert. Die Heiligsprechung hat in der römisch-katholischen Kirche insofern liturgische Bedeutung, als nun nicht mehr für den Betreffenden, sondern zu ihm um seine Fürsprache und mit ihm zu Gott gebetet werden könne. Als Synonym für die Seligsprechung oder die Heiligsprechung wird auch die Wendung „Erhebung zur Ehre der Altäre“ benutzt. Heiligsprechungen gelten in der römisch-katholischen Kirche als irreformable Sätze des feierlichen Lehramtes. Die Kanonisierungsformel entspricht daher in Anruf der Dreifaltigkeit und mit Bezugnahme auf die päpstliche Autorität der Formel, mit der ein Lehrsatz zum Dogma erhoben wird.
Der Begriff „Heiligsprechung“ bezeichnet nur den formalen kirchenrechtlichen Akt, nicht etwa die paulinische Anrede aller Getauften als „Heilige“ (vgl. 1 Kor 1,2 ).

## Geschichte des Verfahrens
Ursprünglich war es üblich, am Grab jedes Verstorbenen die Eucharistie zu feiern (vgl. den Bericht des heiligen Augustinus aus dem frühen 5. Jahrhundert über die Bestattung seiner Mutter in den Confessiones). Auch in Zeiten der Verfolgung konnte dies am jeweiligen Jahrestag des Todes ungestört wiederholt werden, da Totenmahle an den Gräbern allgemein üblich waren und nicht auffielen. Man musste nur den Todestag eines bestimmten Märtyrers wissen, um sicher zu sein, an diesem Tag auch andere Christen an dessen Grab anzutreffen. Der Brauch, an den Gräbern der Märtyrer die Eucharistie zu feiern, war schließlich so allgemein eingebürgert, dass man in den Wirren der Völkerwanderungszeit die Gebeine aus den Gräbern vor den Städten in die Kirchen der Innenstädte holte.
Schließlich kam die Frage auf, ob auch andere besonders verehrte Gläubige unter dem Altar einer Kirche beigesetzt werden dürften, z. B. der heilige Martin, der nicht als Märtyrer gestorben war. Da die Kirche dies bejahte, mussten Kriterien gefunden werden, die schließlich zur heutigen Form der Heiligsprechung führten, die letztlich nichts anderes bedeutet als die liturgische Verehrung der Reliquien und die liturgische Anrufung der Verstorbenen zu gestatten. Diese Praxis hatte auch eine Änderung des römischen Rechts, nach dem sterbliche Überreste nicht ausgegraben werden durften, zur Folge.
Gerade in der Übergangszeit zwischen der diözesanen Erhebung, in der der Ortsbischof eine Person heiligsprach (bis etwa 1000 n. Chr.), und der mittlerweile üblichen päpstlichen Erhebung (Kanonisierung, ab etwa 900), in der nur der Heilige Stuhl dazu berechtigt war, gab es erhebliche Differenzen über die Zuständigkeit. Die Heiligsprechungen durch den Papst waren zunächst noch die Ausnahme; Papst Alexander III. beanspruchte sie im Dekretale Audivimus von 1171 oder 1172 als päpstliches Vorrecht. Papst Gregor IX. bestätigte das ausschließliche Recht des Papstes im Jahr 1234 in einem Dekret. Allerdings hielten sich keineswegs alle Bischöfe daran. Erst durch die Gründung der Ritenkongregation im Jahr 1588 konnte die Praxis der alleinigen Heiligsprechung durch den Papst tatsächlich durchgesetzt werden.
Als erster durch eine Kanonisierung bestätigter Heiliger gilt Ulrich von Augsburg. Dessen Heiligsprechung soll am 3. Februar 993 von Papst Johannes XV. verkündet worden sein. Die Kanonisationsurkunde ist aber nur in späteren Abschriften überliefert, deren Glaubwürdigkeit von Historikern heute bezweifelt wird.
Als erste Frau im römischen Verfahren wurde im Jahr 1047 Wiborada durch Papst Clemens II. heiliggesprochen. Die von Papst Innozenz IV. und seinen Vorgängern vorangetriebene Heiligsprechung Hildegards von Bingen wurde immer wieder durch den Mainzer Bischof verschleppt, der die Zuständigkeit der Kanonisierung gerne bei sich behalten hätte. Hildegard wurde vom Papst dadurch erst gegen Ende des 16. Jahrhunderts und ohne Kanonisierung in den Heiligenkalender aufgenommen. Ihre tatsächliche Heiligsprechung erfolgte erst am 10. Mai 2012 durch Benedikt XVI. bei gleichzeitiger Erhebung zur Kirchenlehrerin. 

## Das Verfahren in der Gegenwart
Der Heiligsprechung geht die Seligsprechung eines ehrwürdigen Dieners Gottes (lat. venerabilis servus dei) voraus. Der Ablauf des Verfahrens ist bei der Selig- und der Heiligsprechung weitgehend gleich. Seit Benedikt XVI. wird die Seligsprechung wieder, wie vor 1975 üblich, vom Präfekten des Dikasterium für die Selig- und Heiligsprechungsprozesse vorgenommen. Die Heiligsprechung obliegt jedoch auch weiterhin allein dem Papst. Der Kanonisation folgt der Eintrag in das Martyrologium, das Verzeichnis der Heiligen.
Ausgangspunkt einer Heiligsprechung ist der Antrag einer Diözese oder Ordensgemeinschaft, die auch die Kosten übernimmt. Der oder die Antragsteller, der sogenannte Aktor, der immer eine natürliche Person sein muss, holt beim Apostolischen Stuhl eine Unbedenklichkeitserklärung (lat. nihil obstat) ein. Steht der Aufnahme eines Verfahrens nichts entgegen, benennt der Aktor einen Postulator (lat. für „Forderer“), der mit Zustimmung des zuständigen Ortsbischofs eingesetzt wird. Dieser Postulator stellt biographische Informationen, Schriften der Person sowie schriftliche und mündliche Zeugnisse von Zeitgenossen zusammen und erteilt im Verfahren entsprechende Auskünfte. Das Resultat (lat. Transumptum) wird beim Dikasterium für die Selig- und Heiligsprechungsprozesse eingereicht. Falls es sich um eine historisch bedeutsame Person handelt, werden zusätzlich Historiker konsultiert. Falls die Person kein Märtyrer war, muss zusätzlich ein Wunder vorliegen, meist ein Heilungswunder, welches von Medizinern geprüft wird.
Im Zuge eines Heiligsprechungsverfahrens wird, sofern dies möglich und nicht bereits im Zuge der Seligsprechung geschehen ist, ein Erheben der Gebeine bzw. eine Reliquientranslation durchgeführt.
In einer letzten Instanz muss zusätzlich ein Kirchenanwalt (auch „Teufelsanwalt“, advocatus diaboli genannt), der selbst im Verfahren kein Stimmrecht hat, die Akten einsehen, einen Bericht vorbereiten und als Sachverständiger seine Stellungnahme abgeben. Wenn mindestens zwei Drittel der versammelten Theologen für die Heiligsprechung stimmen, liegt die letzte Entscheidung beim Papst. Sind alle Bedingungen erfüllt, steht der Heiligsprechung, dem Kanonisationsakt, durch den Papst im Rahmen einer eigenen Liturgie oder durch die weniger feierliche Aufnahme in das Verzeichnis der Heiligen nichts mehr im Wege. Die Kanonisationsformel dazu, die vom Papst oder von einem von ihm beauftragten Kleriker gesprochen wird, lautet:

„Zu Ehren der allerheiligsten Dreifaltigkeit, zum Ruhm des katholischen Glaubens und zur Förderung des christlichen Lebens entscheiden wir nach reiflicher Überlegung und Anrufung der göttlichen Hilfe, dem Rat vieler unserer Brüder folgend, kraft der Autorität unseres Herrn Jesus Christus, der heiligen Apostel Petrus und Paulus und in der Vollmacht des uns übertragenen Amtes, daß der (die) selige N. ein(e) Heilige(r) ist. Wir nehmen ihn (sie) in das Verzeichnis der Heiligen auf und bestimmen, daß er (sie) in der gesamten Kirche als Heilige(r) verehrt wird. Im Namen des Vaters und des Sohnes und des Heiligen Geistes.“

## Zahlen
Während des Pontifikats von Johannes Paul II. (1978–2005) wurden 482 Personen heiliggesprochen. Er sprach mehr Personen heilig als alle seine Vorgänger zusammen, die insgesamt 293 Frauen und Männer heiliggesprochen hatten. Am 12. Mai 2013 sprach Papst Franziskus bei der ersten Heiligsprechung seines Pontifikats Antonio Primaldo und seine Gefährten – die 800 Märtyrer von Otranto – heilig.
Die Kosten für das Verfahren müssen von den Antragstellern (Diözesen, Ordensgemeinschaften) aufgebracht werden. Schätzungen zufolge muss hierfür ein Betrag von mindestens 50.000 Euro angesetzt werden, der sich aus Gebühren und Taxen beim Dikasterium für die Selig- und Heiligsprechungsprozesse, Honoraren für (z. B. medizinische) Gutachter, Bezahlung des Postulators, Kostenersatz für Zeugen, Erstellung der Dokumentation, Übersetzungsarbeiten, Druckkosten, Dekoration während der Feierlichkeiten etc. ergibt.
Im Jahr 1997 wurden etwa 1500 Selig- und Heiligsprechungsverfahren bearbeitet, wobei pro Verfahren etwa 250.000 Euro an Kosten anfielen. Sollte jedoch so viel nicht aufgebracht werden können, ist bei der Kongregation für die Heiligsprechungen ein Fonds eingerichtet, um immer auch Verfahren aus armen Kirchenregionen zu ermöglichen.

## Heiligsprechungen in der Orthodoxie
Die orthodoxen Kirchen kennen kein einheitliches Verfahren der Heiligsprechung. Dies wird von Teilkirche zu Teilkirche unterschiedlich gehandhabt. Teilweise bildet sich die Verehrung durch das Volk spontan heraus, ohne jemals offiziell anerkannt worden zu sein.

## Kritik an Selig- und Heiligsprechungen

### Moralische und politische Einwände
- Die Heiligsprechung von Gianna Beretta Molla (1922–1962) und die Seligsprechung Elisabetha Canoni Moras als „Vorbilder christlicher Vollkommenheit“ wurden verschiedentlich kritisiert.Quelle? Molla hatte ihr eigenes Leben geopfert, indem sie sich gegen einen operativen Eingriff in der Schwangerschaft wehrte, da er den Tod des Kindes zur Folge gehabt hätte. Mora blieb ihrem Ehemann treu, der sie psychisch und physisch misshandelte.Quelle?
- Josemaría Escrivás Heiligsprechung wurde kritisiert, da der Gründer des Opus Dei offen Bewunderung für die Diktatur Francos gezeigt und den Sturz des chilenischen Präsidenten Allende durch Pinochet als „nötiges Blutvergießen“ bezeichnet hatte.
- Auch die Seligsprechung von Papst Pius IX. (1792–1878), der nach Aussage einiger jüdischer Verbände antisemitische Haltungen an den Tag gelegt habe, wurde kritisiert.[9]

### Kritik aus den reformatorischen Kirchen
Kritik aus reformatorischen Kirchen ist hauptsächlich durch Martin Luther überliefert, der die Funktion der Heiligen als Mittler zwischen Gott und den Menschen ablehnte (vgl. 1 Tim 2,5 ): „Es ist ein Gott und ein Mittler zwischen Gott und den Menschen, nämlich der Mensch Christus Jesus, der sich selbst gegeben hat für alle zur Erlösung.“ Teil dieser Erkenntnis war, dass auch Heilige nicht frei von Sünde sind. Andere Reformatoren gingen noch weiter und lehnten wie Johannes Calvin und Ulrich Zwingli jede Heiligenverehrung als Teufelswerk und Verstoß gegen das Bilderverbot ab. Die gemeinsame Überzeugung aller reformatorischen Bewegungen (und späteren Kirchen) ist es deshalb, dass es keine Heiligsprechung durch die Kirche geben könne.